# Herbie Harper
Herbert Harper (Salina (Kansas), 2 de julio de 1920-21 de enero de 2012) fue un trombonista norteamericano de jazz.
Vivió desde joven en Texas y Colorado, donde comenzó a tocar en bandas de baile y militares. En 1940 entró en la banda de Johnny Scat Davis, con quien se fue a California. Tocó después con Gene Krupa, Benny Goodman, Stan Kenton y Charlie Barnet. En la costa Oeste, trabaja en estudios de cine y tocando en clubs. En los años 1950, en plena eclosión del West Coast jazz, toca y graba abundantemente, por ejemplo con Maynard Ferguson y Benny Carter, publicando cinco álbumes a su nombre.
Dedicado a su trabajo como músico de estudio, permaneció muchos años en la big band de Bob Florence, y grabó su último disco como líder, en 1980, junto a Bill Perkins. Después, ha permanecido fuera de escena.
Su estilo era claramente deudor de los grandes trombonistas de la época swing, con sonoridad amplia y calurosa, y tendencia lírica, con técnica impecable.